# Köld
Köld — третий студийный альбом исландской пост-метал-группы Sólstafir, выпущенный 21 января 2009 года на лейбле Spinefarm Records. Альбом был записан в Гётеборге (Швеция). Все песни, кроме «Köld», написаны на английском языке.
В декабре 2019 года в честь 10-летия выхода Köld Sólstafir отправились в тур по Европе, целиком исполнив альбом живьём.

## Отзывы критиков
Альбом получил положительные отзывы от музыкальных критиков. В рецензии от марта 2009 года Арнар Эггерт Тороддсен из Morgunblaðið дал альбому 4 звезды из 5, назвав его «холодной морозной красотой». В октябре 2009 года Флоси Торгейрссон из The Reykjavík Grapevine заявил, что это «определённо один из лучших исландских альбомов года».
Альбом занял 14 место в списке «20 лучших альбомов 2009 года» по версии портала Metal Storm.

## Список композиций
| №                   | Название                               | Длительность |
| ------------------- | -------------------------------------- | ------------ |
| 1.                  | «78 Days in the Desert»                | 8:34         |
| 2.                  | «Köld»                                 | 8:59         |
| 3.                  | «Pale Rider»                           | 8:05         |
| 4.                  | «She Destroys Again»                   | 7:12         |
| 5.                  | «Necrologue»                           | 8:30         |
| 6.                  | «World Void of Souls»                  | 11:51        |
| 7.                  | «Love Is the Devil (and I Am in Love)» | 4:43         |
| 8.                  | «Goddess of the Ages»                  | 12:41        |
| Общая длительность: | Общая длительность:                    | 70:33        |

## Участники записи
- Адальбьёрн Триггвасон — вокал, гитара
- Гвюдмюндюр Оули Паульмасон — ударные
- Свавар Эйстман — бас-гитара
- Сайтоур Мариус Сайтоурссон — гитара